# Variabel rente
En variabel rente er en rente, der bevæger sig op og ned med den generelle markedsrentes udvikling. Den fastsættes for ind- og udlån typisk enten hver 3., 6. eller 12. måned eller op til hvert 10. år. Lån med variabel rente kaldes også for et tilpasningslån, fordi renten tilpasses løbende.

## Lån med variabel rente

### Fordele
Som regel vil man have en lavere rente på lånet end ved fast forrentede lån, og derfor bliver ydelsen lavere. Når renten falder, falder ydelsen automatisk svarende hertil. Den lavere rente betyder, at man i starten afdrager relativt mere på lånet i forhold til et tilsvarende lån med samme løbetid og med en (højere) fast rente.

### Risici
Renten på et lån med variabel rente tilpasses løbende, og der er ikke nogen øvre eller nedre grænse. Det betyder at man er helt afhængig af markedsrenten, og det kan der være usikkerhedselementer i. Hvis man ønsker at minimere sin risiko for stigende renter, findes der forskellige produkter med renteloft, så renten aldrig kan blive højere end det loft, der er aftalt med banken eller realkreditinstituttet.

### Variationer
Man kan vælge lån med delvis rentetilpasning, således at kun dele af lånet tilpasses ved hver rentetilpasning. 
Eksempel:
Udgangspunktet er et lån med en rente før rentetilpasning på 4%, og markedsrenten er 5% på tilpasningstidspunktet. På et tilpasningslån med fuld rentetilpasning hvert år (et såkaldt F1-lån), bliver lånets rente i det kommende år 5%. 
På et tilpasningslån med 30% delvis rentetilpasning hvert år (et såkaldt P30-lån), er lånets rente i det kommende år 4,3% (0,30*5%+0,70*4%).